# Öratjärnen (Lillhärdals socken, Härjedalen)
Öratjärnen är en sjö i Härjedalens kommun i Härjedalen och ingår i Ljusnans huvudavrinningsområde.